# Ivonete das Neves
Ivonete das Neves de Souza (São Paulo, 12 de agosto de 1960) é uma ex-voleibolista indoor brasileira que foi levantadora pelos clubes nacionais e serviu por muitos jogos a Seleção Brasileira e por esta foi vice-campeã do Campeonato Sul-Americano e também conquistou a medalha de bronze nos Jogos Pan-Americanos de 1979, além disputou a Olimpíada de Moscou de 1980 .

## Carreira
Revelada no Club Athletico Paulistano, ainda como atleta casou-se com o ex-ala de basquetebol do Sport Club Corinthians Paulista e Seleção Brasileira de Basquetebol Masculino Marcel de Souza, atualmente médico, com o qual teve uma filha, a ex-voleibolista Gabriela de Sousa, que em 1986 antes de embarcar para o Campeonato Mundial da Checoslováquia quando estava no auge e finalmente deixaria de ser a sombra da Jacqueline Silva, pois, esteve em 148 jogos na reserva, desistiu justamente no momento que seria titular absoluta, ainda mais pela grande atuação no último Campeonato Brasileiro de Voleibol surpreendendo ao pedir dispensa da Seleção Brasileira pela fato de Gabriela ter acabado de completar um ano de idade.
Participou da edição do Pan de 1979 na cidade de San Juan-Porto Rico, sob comando do técnico Enio Figueiredo, conquistando a medalha de bronze, importante resultado em sua carreira de atleta.No ano seguinte fez parte do selecionado brasileiro que , em 1980, representou o país na Olimpíada de Moscou terminando na sétima colocação, quando jogou ao lado de: Denise Mattioli, Eliana Aleixo, Fernanda Emerick, Jacqueline Silva, Lenice Peluso, Isabel Salgado, Dôra Castanheira, Ana Paula Mello, Regina Villela, Rita Teixeira e Vera Mossa.
Após deixar as quadras decidiu nunca mais "pisar em uma quadra de vôlei", só brincava com sua filha Gabriela, que aos 17 anos seguia os passos da mãe como levantadora da categoria infanto-juvenil do São Caetano.
Ivonete dedicou 21 anos de carreira no vôlei, na geração precursora do caminho profissionalismo do voleibol no Brasil, entre 1971 e 1992. No começo pensou em descansar da rotina do esporte, não durou três meses e buscou cursos para ocupar seu tempo, e foi na costura que encontrou sua nova atividade, pela dificuldade de encontrar roupas para seu marido, o jogador de basquete Marcel de Souza, pela sua alta estatura, e desde os 41 anos, administra uma confecção, a Undici Sports, em São Caetano do Sul-SP atuando no mercado esportivo confeccionando desde agasalho a uniforme de treino e jogo para atletas de 24 modalidades, entre eles Claudinei Quirino, Maurren Maggi, ambos do atletismo, Gustavo Borges da natação e outros.

## Clubes
| Clube                 | País   | De   | Até  |
| Paulistano            | Brasil | ?    | ?    |
| Transbrasil/Pinheiros | Brasil | 1984 | 1985 |
| ADC Pirelli           | Brasil | 1985 | 1986 |

## Títulos e resultados
- 1980-7º Lugar dos Jogos Olímpicos de Verão(Moscou,  União Soviética)[3]
- 1983-4º Lugar dos Jogos Pan-americanos(Caracas,  Venezuela)[1]
- 1985-6º Lugar da Copa do Mundo ( Japão)[10]

## Premiações individuais
- 1985-Melhor jogadora do Campeonato Brasileiro de Voleibol[5]
- 1985–Melhor Levantadora do Campeonato Brasileiro de Voleibol[5]